# Ken Rhodes
Ken Rhodes (* 14. August 1945 in Memphis, Tennessee; † 31. August 2016 in  Asheville) war ein amerikanischer Jazzpianist.

## Leben und Wirken
Rhodes, der als Sohn einer Violinistin in Chicago aufwuchs, erhielt ab dem sechsten Lebensjahr klassischen Klavierunterricht. Mit 17 Jahren wurde er professioneller Musiker; zunächst ging er mit der Band Twist-O-Rama U.S.A. auf Tour. Durch Spielerfahrungen mit Wilbur Ware, Steve McCall, John Klemmer und Jack DeJohnette kam er zum Jazz und gründete ein eigenes Trio. 1967 zog er nach Cincinnati, um als Lehrer zu arbeiten. Ab 1970 lebte er in Deutschland, wo er zunächst in Augsburg und dann in Nürnberg als Theatermusiker tätig war. Daneben leitete er sein eigenes Trio, mit dem er mehrfach auf Tournee ging. Auch arbeitete er mit der Bigband des Bayerischen Rundfunks, mit Dusko Goykovich und der Munich Big Band, Benny Bailey, Sal Nistico, Hannes Beckmann (Sinto – Sonho Negro 1978) und der Bigband von Al Porcino. Zudem verfasste er zwei Musicals. 1980 zog er nach Cincinnati zurück, wo er wieder lehrte, aber auch durchreisende Musiker wie Sonny Stitt oder Mark Murphy begleitete. Ab 1987 war er an der North Carolina School of the Arts tätig. 1994 begleitete Rhodes Chris Murrell auf dessen Debüt-Album. Im selben Jahr legte er ein Album mit seinem Trio vor (zu dem damals Bassist Andrew Valentine und Schlagzeuger Jason Brashear gehörten). Er ist auch auf dem Album Foot Notes seines Bruders Chris Rhodes zu hören.

## Diskographische Hinweise
- Profile (Amayana 1974, mit Joachim „Rocky“ Knauer, George Greene)
- Munich Big Band (mit Dusko Goykovich, Jimmy Polivka, Lee Harper, Manfred Niezgoda, Hermann Breuer, Kurt Stadlmeier, Mike Barone, Rudi Fuesers, Andy Scherrer, Hanuš Berka, Leszek Zadlo, Peter Elleder, Thomas Faist, Rocky Knauer, Klaus Weiss)
- Live at the Reynolda House (2000, mit Matt Kendrick, Thomas Taylor)